# Elisaveta Dementeva
Elisaveta Grigorenka Dementeva (født 5. marts 1928 i Kostroma, død 27. juli 2022 i Sankt Petersborg, også kendt som Elisaveta Kislova og Elisaveta Pakhomenkova) var en russisk kajakroer, der havde sin storhedstid i anden halvdel af 1950'erne.
Dementevas første store resultat kom, da hun deltog for Sovjetunionen ved OL 1956 i Melbourne. Hun stillede op i 500 m enerkajak og blev nummer to i sit indledende heat efter tyske Therese Zenz, der ved den lejlighed satte olympisk rekord. Dette sendte hende i finalen, hvor hun igen kæmpede med Zenz om førstepladsen og her fik revanche for nederlaget i første runde og sikrede sig guldet, næsten et sekund foran Zenz, mens Tove Søby fra Danmark fik bronze, yderligere næsten tre sekunder efter.
Året efter vandt Dementeva EM-guld i samme disciplin, og i 1958 sikrede hun sig også VM-guld i 500 m enerkajak. Ved samme lejlighed, hvor hun stillede op som Elisaveta Kislova, vandt hun sammen med Antonina Seredina sølv i toerkajak. Endelig vandt hun (fortsat som Kislova) EM-guld i både ener- og toerkajak (igen sammen med Seredina) på 500 m i 1959.